# Kula (etnografie)

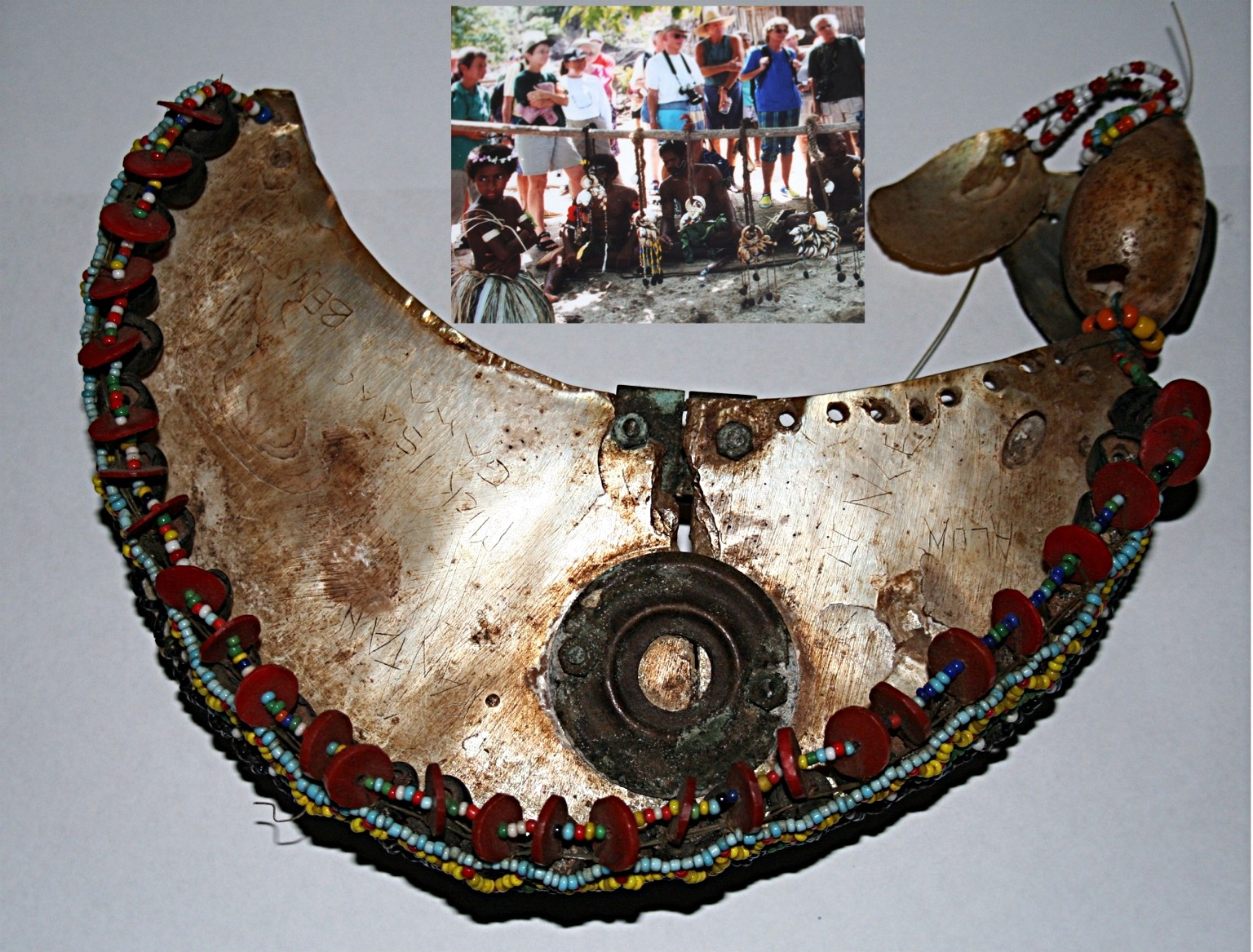
Náhrdelník s vyrytými jmény majitelů

Kula je rituál kruhové výměny symbolických darů mezi obyvateli Trobriandských ostrovů u západního pobřeží Nové Guineje, poprvé popsaný polským antropologem B. Malinowskim.
Významní muži z různých ostrovů se plaví až stovky kilometrů na pevně určené sousední ostrovy a předávají si dva druhy symbolických předmětů, náramky a náhrdelníky z lastur, a to tak, že jedny obíhají po pevně určené trase tím a druhé opačným směrem. Každé předání je příležitostí k různým vyjednáváním a slibům a předchází mu výměny běžných, užitkových darů. Tyto dvě úrovně se přísně odlišují: při směně běžných věcí se vyjednává a smlouvá, kdežto při předávání symbolických darů dává dárce najevo přehnanou skromnost a velkorysost. Celý systém slouží k budování osobní prestiže a udržuje obyvatele rozptýlených ostrovů pohromadě jako jednu společnost. „Dobrý vztah kuly je jako manželství“, cituje Malinowski jednoho z účastníků.
Kulu a podobné rituály v různých kulturách, zejména indiánský potlač, soustavně studoval francouzský antropolog Marcel Mauss ve slavné knize Esej o daru. Ukázal, že podobné zvyky se vyskytovaly nebo vyskytují téměř ve všech kulturních oblastech a od moderní obchodní směny se podstatně liší. Zatímco v obchodní směně je smyslem získat to, co člověk potřebuje, v kule jde naopak o vytvoření závazků, které společnost udržují vcelku; samy dary jsou ryze symbolické. Jakkoli platí, že dar se musí přijmout a oplatit, nesmí se to stát ihned, z ruky do ruky, což by vlastně znamenalo odmítnutí.
Stopy podobných zvyků lze najít ve staré literatuře řecké, severské i německé a ve folkloru.